# Camponotus conspicuus
Camponotus conspicuus es una especie de hormiga del género Camponotus, tribu Camponotini. Fue descrita científicamente por Smith en 1858.
Se distribuye por Argentina, Bahamas, Brasil, Costa Rica, Cuba, Guatemala, Jamaica, México, Panamá y Uruguay. Se ha encontrado a elevaciones de hasta 390 metros. Vive en microhábitats como el forraje.